# Alexandra Orr
Alexandra Orr (São Petersburgo, 23 de novembro de 1828 — Kensington, 23 de agosto de 1903) foi uma biógrafa e escritora britânica.